# Rezső Seress

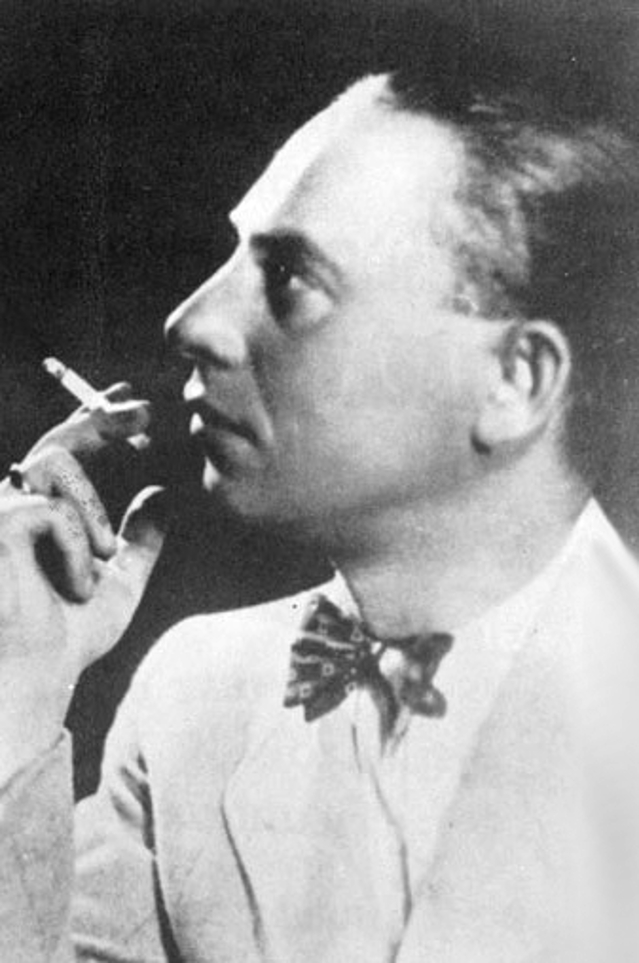
Rezső Seress ca 1925.

Rezső Seress, född Rudolf Spitzer den 3 november 1889 i Budapest, Österrike-Ungern, död den 11 januari 1968 i Budapest, Ungern, var en ungersk pianist och kompositör.  

## Biografi
Seress tillbringade merparten av sitt liv i Budapest. Han var jude och fördes till ett koncentrationsläger av nazisterna under andra världskriget. Han överlevde och med tiden började han arbeta vid en teater och en cirkus. Efter att skadat sig i arbetet drog han sig tillbaka från cirkusen för att istället börja ägna sig åt att komponera musik. Han hade lärt sig spela piano med bara en hand, och han skrev många sånger som exempelvis Fizetek főúr ("Waiter, bring me the bill" i engelsk version) och Én úgy szeretek részeg lenni ("I love being drunk"). Han skrev även sången Újra a Lánchídon åt det ungerska kommunistpartiet
Sin mest kända sång komponerade han år 1933. Denna sång, som skrevs i samband med att hans fru gått ifrån honom, fick titeln Szomorú Vasárnap (även känd som Gloomy Sunday). Idag har sången blivit ökänd genom en rad dödsfall, främst självmord, som associeras till sången.
Mot slutet av 1960-talet började hans berömmelse att falna, liksom hans lojalitet gentemot kommunisterna, vilket ledde till att Seress drabbades av en depression. Han sörjde även sin mor, som oturligt nog inte överlevde kriget.
Seress musik spelas ofta i filmer, exempelvis i The Kovak Box som är inspirerad av sången Gloomy Sunday. 

## Död
Rezső Seress begick självmord i januari 1968, vid 78 års ålder. Först försökte han hoppa ut genom ett fönster, men detta överlevde han. Senare, på sjukhuset, kvävde han sig själv med en kabel.